# Shōta Aoi
Shōta Aoi, 蒼井 翔太 (Aoi Shōta?) (prefettura di Fukui, 11 agosto 1987), è un cantante, attore e doppiatore giapponese.

## Biografia
Shōta Aoi pubblicò, impiegando l'alias Showta, il suo primo album in studio Eve nel 2008. Esordì come attore professionista nel 2009 recitando nel musical di Fruits Basket. In seguito gli vennero affidati altri ruoli, tra cui quello di Sakuya Shiomi, protagonista di Persona 3: The Weird Masquerade. Iniziò la carriera di doppiatore nel 2011 dando la voce a Ai Mikaze di Uta no Prince-sama. Successivamente doppiò Hideaki Tojo di Ace of Diamond, Monet Tsukushi di Magic-kyun! Renaissance, Rui Minazuki di Tsukiuta, Louis Kisaragi di King of Prism, Licht von Glanzreich di The Royal Tutor e molti altri personaggi. Tornò a incidere dischi nel 2014 con l'EP Blue Bird e il singolo Virginal, pubblicati però a suo nome.

## Discografia

### Album in studio
- 2008 – Eve (come Showta)
- 2015 – Unlimited
- 2017 – Zero
- 2023 – Detonator

## Filmografia

### Serie animate
- 2011 - Kimi to boku (Ryunosuke Matsushita)
- 2013 - Uta no Prince-sama Maji Love 2000% (Ai Mikaze)
- 2014 - Shōnen Hollywood: Holly Stage for 49 (Daiki Tomii)
- 2014 - Shingeki no Bahamut: Genesis (Michael)
- 2014 - Kono Danshi, Sekka ni Nayandemasu. (Ayumu Tamari)
- 2015 - Shōnen Hollywood: Holly Stage for 50 (Daiki Tomii)
- 2015 - Ace of Diamond (Hideaki Tōjō)
- 2015 - Uta no Prince-sama Maji Love Revolutions (Ai Mikaze)
- 2015 - Ace of Diamond (Hideaki Tōjō)
- 2015 - Q Transformers: Kaette Kita Convoy no Nazo (Cliff)
- 2015 - DD Hokuto no Ken 2: Ichigo Aji+ (Lin)
- 2016 - Phantasy Star Online 2 The Animation (Itsuki Tachibana)
- 2016 - Prince of Stride: Alternative (Tōya Natsunagi)
- 2016 - Future Card Buddyfight DDD (Gaito Kurouzu)
- 2016 - Hatsukoi monster (Renren)
- 2016 - Tsukiuta. The Animation (Rui Minazuki)
- 2016 - Handa-kun (Sōsuke Kojika)
- 2016 - Uta no Prince-sama Maji LOVE Legend Star (Ai Mikaze)
- 2016 - Magic-kyun! Renaissance (Monet Tsukushi)
- 2016 - Kiss Him, Not Me! (Akane)
- 2017 - Marginal#4 Kiss Kara Tsukuru Big Bang (Tsubasa Shindō)
- 2017 - Kenka Bancho Otome GIRL BEATS BOYS  (Takayuki Konparu)
- 2017 - Chiruran: Nibun no Ichi (Sanosuke Harada)
- 2017 - Future Card Buddyfight X (Gaito Kurouzu)
- 2017 - The Royal Tutor (Licht von Grannzreich)
- 2017 - Symphogear AXZ (Cagliostro)
- 2017 - Dynamic Chord (Narumi Amagi)
- 2018 - Pop Team Epic (sé stesso)
- 2018 - 3D Kanojo Real Girl (Yuuto Itō)
- 2018 - Devil's Line (Kenichi Yoshii)
- 2018 - Caligula (Kagi-P/Kensuke Hibiki)
- 2018 - Senjūshi: The Thousand Noble Musketeers (Springfield)
- 2019 - Dimension High School (Shiro Oide)
- 2019 - Meiji Tokyo Renka (Rentaro Taki)
- 2019 - 3D Kanojo Real Girl (Yuuto Itō)
- 2019 - Ace of Diamond Act 2 (Hideaki Tōjō)
- 2019 - Kono oto tomare! ()
- 2019 - King of Prism: Shiny Seven Stars (Louis Kisaragi))
- 2019 - Carole & Tuesday (Pyotr)
- 2020 - My Next Life as a Villainess: All Routes Lead to Doom! (Geordo Stuart)
- 2020 - Gyaru to Kyōryū (sé stesso)
- 2020 - Princess Connect! Re:Dive (Kaiser Insight)
- 2020 - Tsukiuta. The Animation 2 (Rui Minazuki)
- 2021 - 2.43 Seiin Koukou Danshi Volley Bu (Akito Kanno)
- 2021 - Joran The Princess of Snow and Blood (Makoto Tsukishiro)
- 2021 - Hakuouki (Hyōgo Sakai)
- 2021 - My Next Life as a Villainess: All Routes Lead to Doom! X (Geordo Stuart)
- 2021 - Cardfight!! Vanguard (Yu-yu Kondo)
- 2021 - Visual Prison (Hyde Jayer)
- 2022 - Kenja no Deshi o Nanoru Kenja (Cleo)
- 2022 - Cardfight!! Vanguard (Yu-yu Kondo)
- 2022 - Detective Conan: The Culprit Hanzawa (Makoto Hanzawa)
- 2024 - Dekisokonai to Yobareta Moto Eiyū wa, Jikka Kara Tsuihōsareta node Suki Katte ni Ikiru Koto ni Shita (Allen)
- 2024 - Yōkai gakkō no sensei hajimemashita! (Akira Takahashi)

### Film di animazione
- King of Prism by Pretty Rhythm, regia di Masakazu Hishida (2016)
- King of Prism: Pride the Hero, regia di Masakazu Hishida (2017)

- The Royal Tutor, regia di Katsuya Kikuchi (2019)
- King of Prism: Shiny Seven Stars,  regia di Masakazu Hishida (2019)

- Gekijouban Uta no Prince-sama: Maji Love Kingdom, regia di Chika Nagaoka (2019)
- Pretty Guardian Sailor Moon Eternal - Il film, regia di Chiaki Kon (2021)
- Eiga Otome Game no Hametsu Flag shika Nai Akuyaku Reijou ni Tensei Shiteshimatta..., regia di Keisuke Inoue (2023)
- Wish, regia di Chris Buck e Fawn Veerasunthorn (2023)
- Dream Animals: The Movie, regia di ... (2025)